# Mark Arm
Mark Arm (pe numele său real Mark McLaughlin) (n. 21 februarie 1962, Seattle, Washington, SUA) este un muzician american, unul dintre membrii formației de grunge Mudhoney.
Acesta a folosit pentru prima dată termenul de grunge pentru a descrie stilul de muzică abordat de formația din care făcea parte și alte formații din Seattle.